# パワーシティ屋島
パワーシティ屋島（パワーシティやしま、POWER CITY YASHIMA）は香川県高松市にあるマルナカブランドのショッピングセンター。

## 概要
高松市東部の屋島西町に位置する大型複合店舗である。建物はいずれも3階建てのA棟「生活館」とB棟「鮮度館」からなり、延べ床面積は1万6000m2。駐車場は建物正面にあたる北側に平面駐車場があるほか、B棟の2階・3階に180台収容の立体駐車場がある。

## 歴史
1980年2月に現在のB棟の住所に「ジャスコ屋島店」の出店計画が公示されていた。
1991年に開店した。
2021年3月1日に株式会社マルナカがマックスバリュ西日本株式会社に吸収合併されたため、同社に運営が移管。
2024年3月1日にマックスバリュ西日本も株式会社フジに吸収合併されたため、同日よりフジに運営が移管された。
開業当初は核店舗名を「ザ・マイケル」としていたが、後に「マルナカ」に改称している。

## 交通アクセス

### 面している道路
休日になると当店と周辺に位置するロードサイド店の利用客によって以下の道路は混雑する。
- 北側：国道11号高松北バイパス[独自研究?]
- 西側：香川県道14号屋島公園線（香川県道30号塩江屋島西線重複）[独自研究?]

### 公共交通機関
- ことでん志度線潟元駅：徒歩7分[独自研究?]
- ことでんバス庵治線／高松医療センター・大学病院線「百石」バス停：徒歩3分[独自研究?]